# Підлісний Олексинець

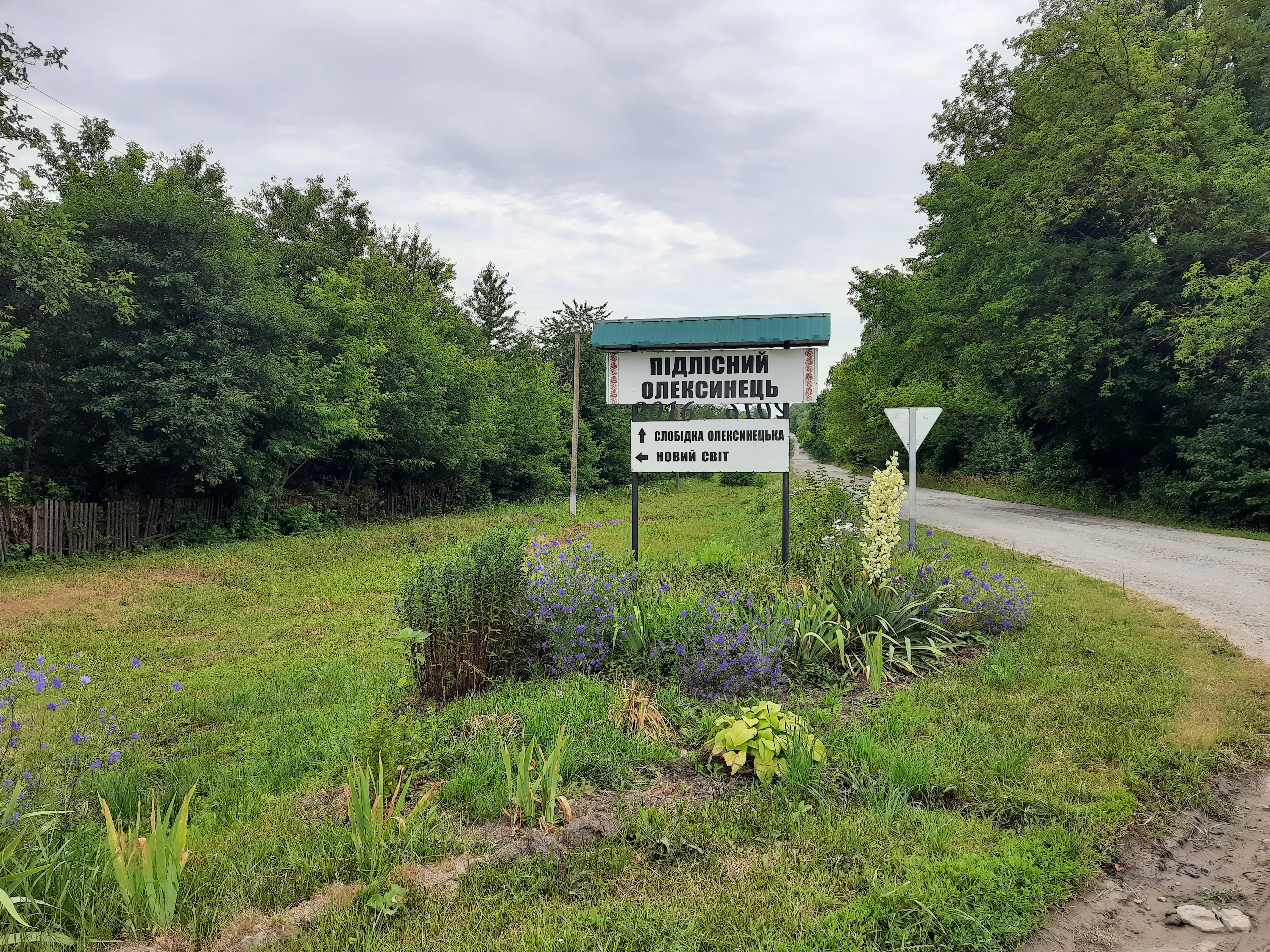
Знак при повороті на село

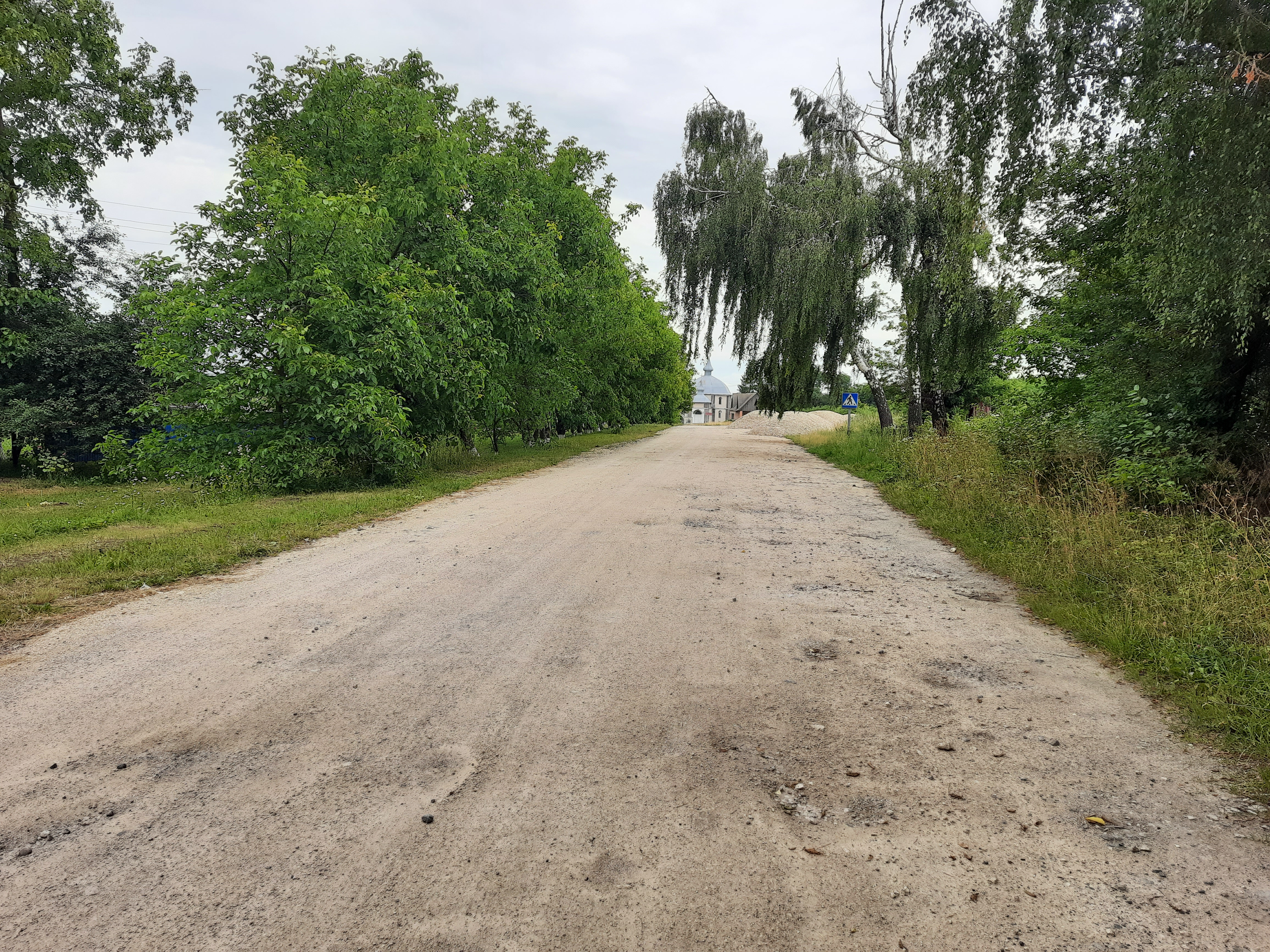
Дорога в село

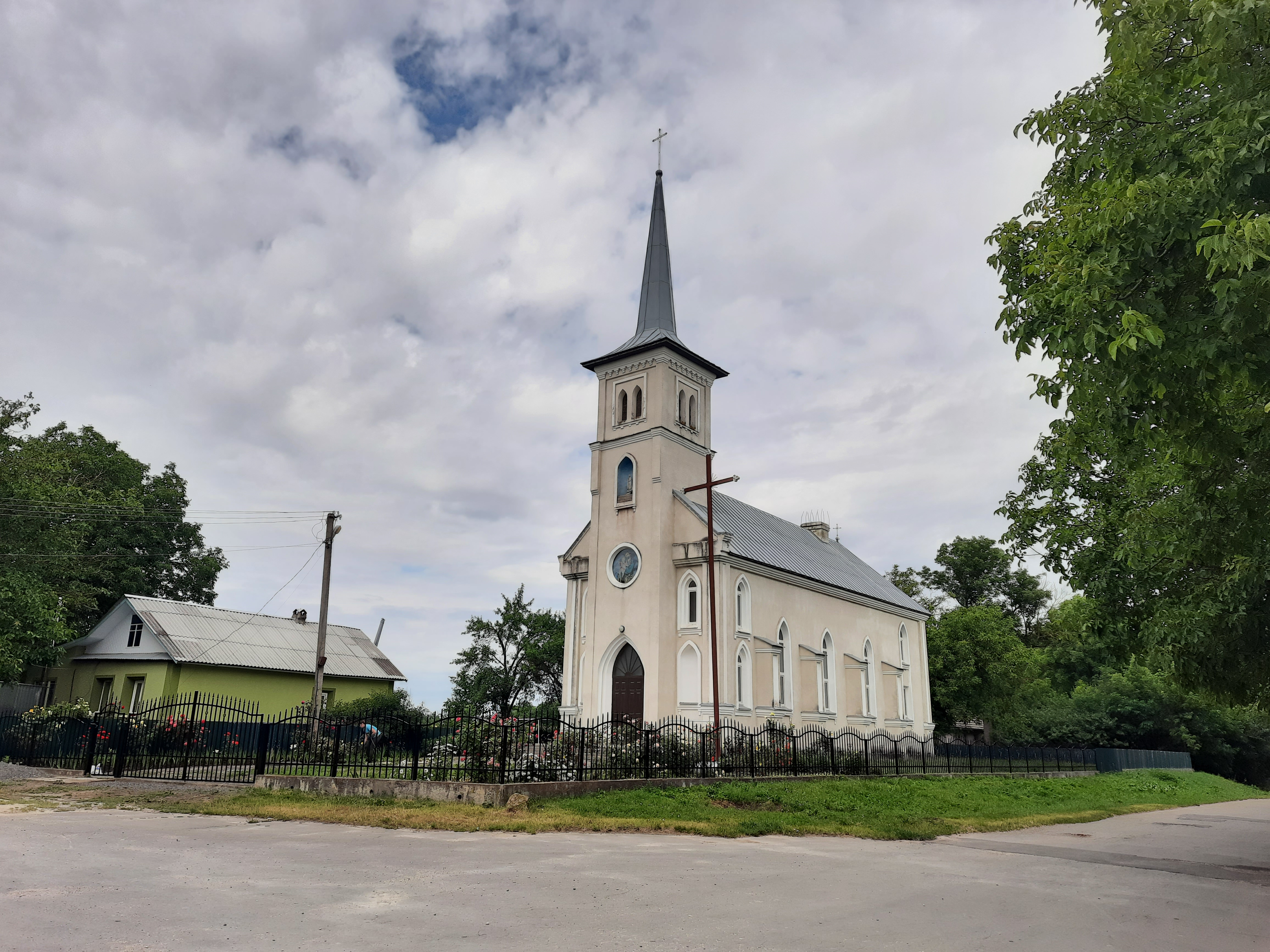
Костел Святого Йосифа

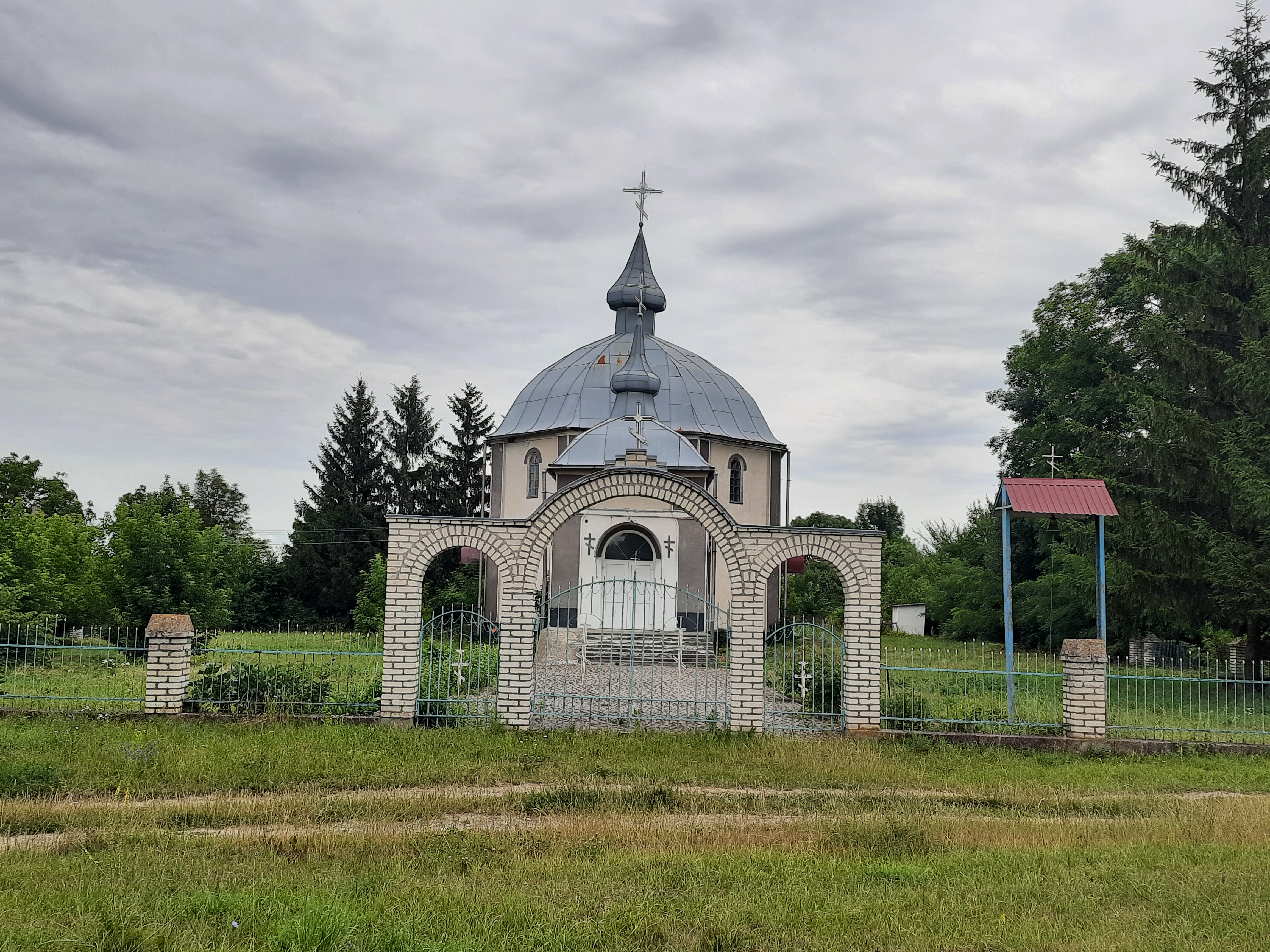
Церква Святої Параскеви

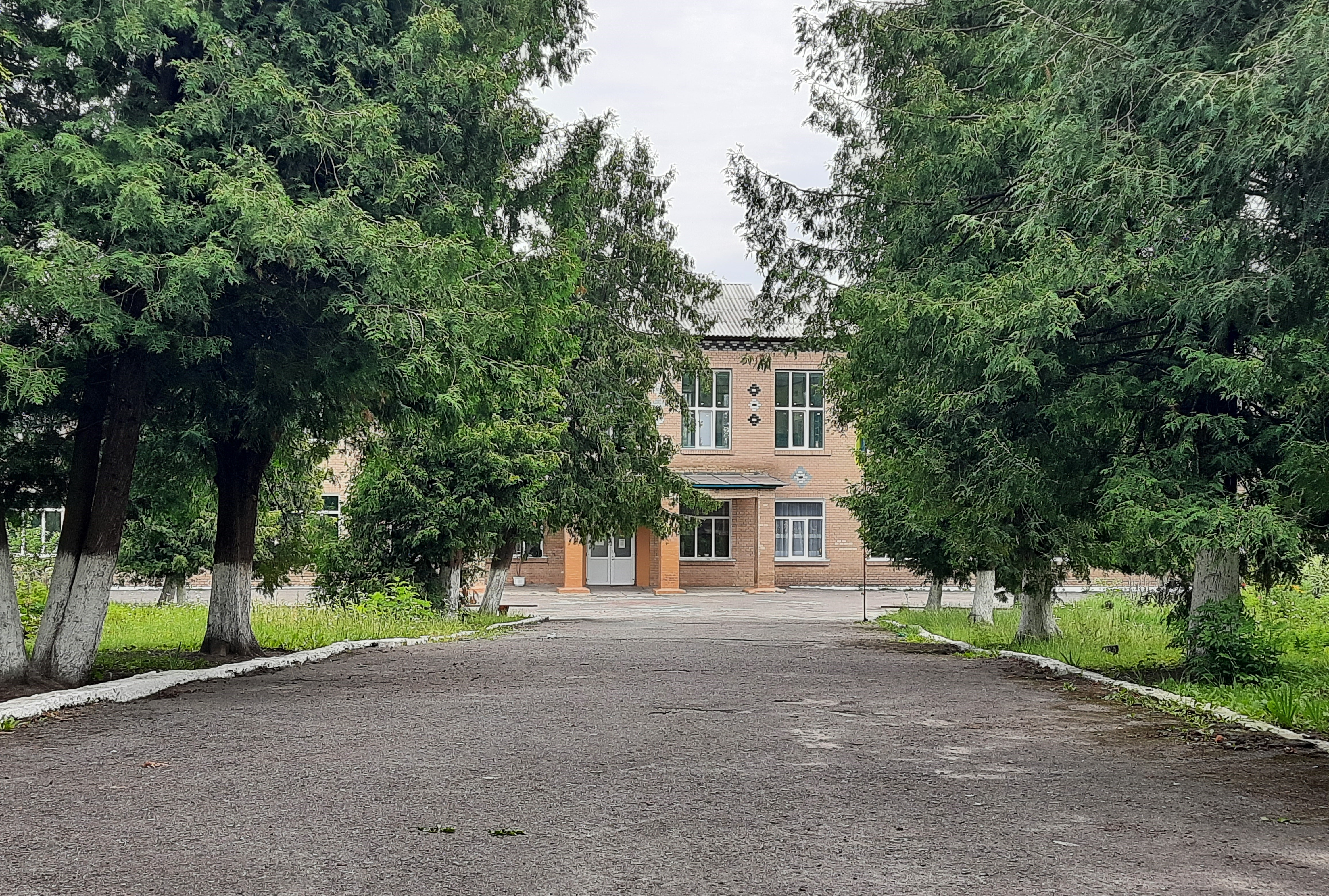
Школа

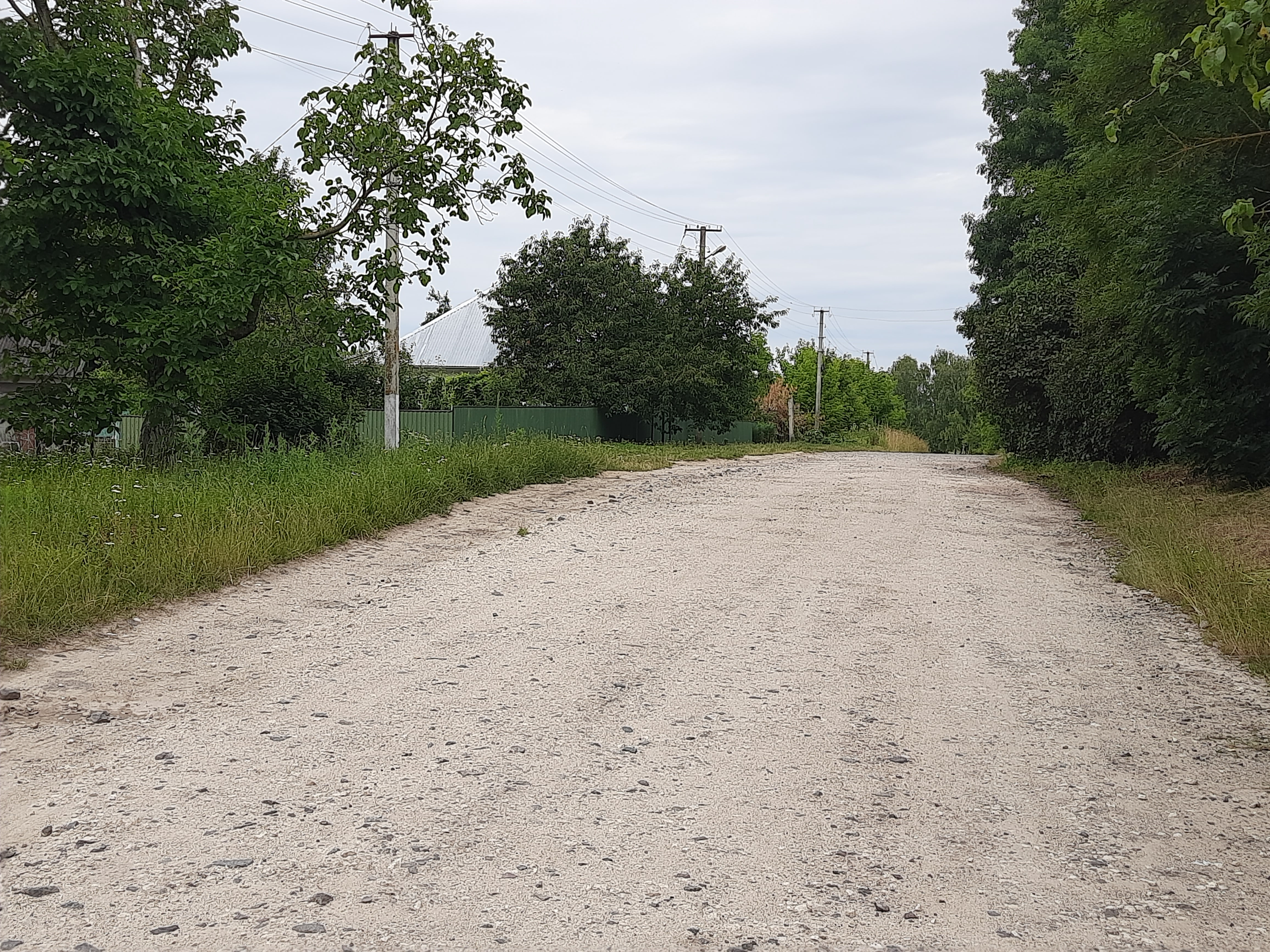
Сільська вулиця

Підлі́сний Олексинець — село в Україні, у Городоцькій міській територіальній громаді Хмельницького району Хмельницької області. Населення становить 827 осіб. За даними 1 січня 2011 р. в Підлісному Олексинці нараховується 315 дворів та проживає 641 людина.

## Географія
Розташоване біля витоку р. Ушиця – лівої притоки Дністра, на невеликих пагорбах, які розділені струмками та ставками у північній частині Городоцького району Хмельницької області, за 16 км від районного центру м. Городок, за 45 км від обласного центру м. Хмельницький.

## Населення

### Мова
Розподіл населення за рідною мовою за даними перепису 2001 року:
| Мова       | Кількість | Відсоток |
| ---------- | --------- | -------- |
| українська | 819       | 99.03%   |
| російська  | 5         | 0.61%    |
| румунська  | 2         | 0.24%    |
| білоруська | 1         | 0.12%    |
| Усього     | 827       | 100%     |

## Відомі люди
В селі народилися
- Верхомій Тихон Григорович — радянський військовий льотчик який загинув у роки німецько-рідянської війни.
- Волосюк Лука — радянський льотчик.
- Стефанюк Олексій Іванович — радянський снайпер періоду німецько-рідянської війни.
- Заводяний Борис Васильович — директор Погребищенського медичного училища (Вінницька обл.), Заслужений лікар України.
- Зілінський Микола Миколайович — Перший заступник начальника управління податкової міліції Хмельницької області, колишній начальник ДАІ області.
- Лакас Олена Афанасівна — поетеса
- Івановська Алла Миколаївна — доктор юридичних наук, професор, в.о. ректора «Заклад вищої освіти "Подільський державний університет"» (м. Кам'янець-Подільський)
- Шаренко Марія Григорівна — заступник головного лікаря з лікувальної роботи Хмельницької обласної лікарні, дочка Ткачука Григорія Івановича, двічі Героя Соціалістичної Праці

## Давня історія та середні віки

### Перша письмова згадка
Село є одним з найстаріших в Городоцькому районі. Найдавнішою писемною згадкою є 1493 р., в той час як Слобідка-Олексинецька згадується в писемних джерелах лише з 1595 року, а Пільний Олексинець аж у 1710 р.
Також є відомості про Підлісний Олексинець за 1526 та 1530 рр. Зокрема, в документі за 1526 рік мова йде про власницю сіл Купина, Олексинця (у давніх документах село значиться як «Олексинці», згодом поряд з'явилося нове село — Напільний Олексинець, а Олексинці стали — Олексинець Підлісний) та Скіпче, яка вела переговори про продаж своїх маєтків разом із селянами, але в останній момент відмовилась від своїх намірів .

### Легенди про заснування
Про заснування села збереглися дві легенди. В одній з них говориться, що першим почав забудовуватись під лісом Олекса, а звідси вже й село дістало назву Олексинець Підлісний. В іншій говориться, що у XIV—XV століттях в цій місцевості виникла пошесть холери і село було спалене. Проте врятувався житель на ім'я Олекса, що жив біля лісу. Від його імені й пішла назва села, що після холери знову відбудували. Як видно, спільним коренем цих легенд є походження від імені людини. Доречно зауважити, що раніше в усіх офіційних документах село називалось не Підлісний Олексинець, а Олексинець Підлісний. Теперішня назва за селом вкоренилась остаточно за радянських часів.

### Археологічні пам'ятки

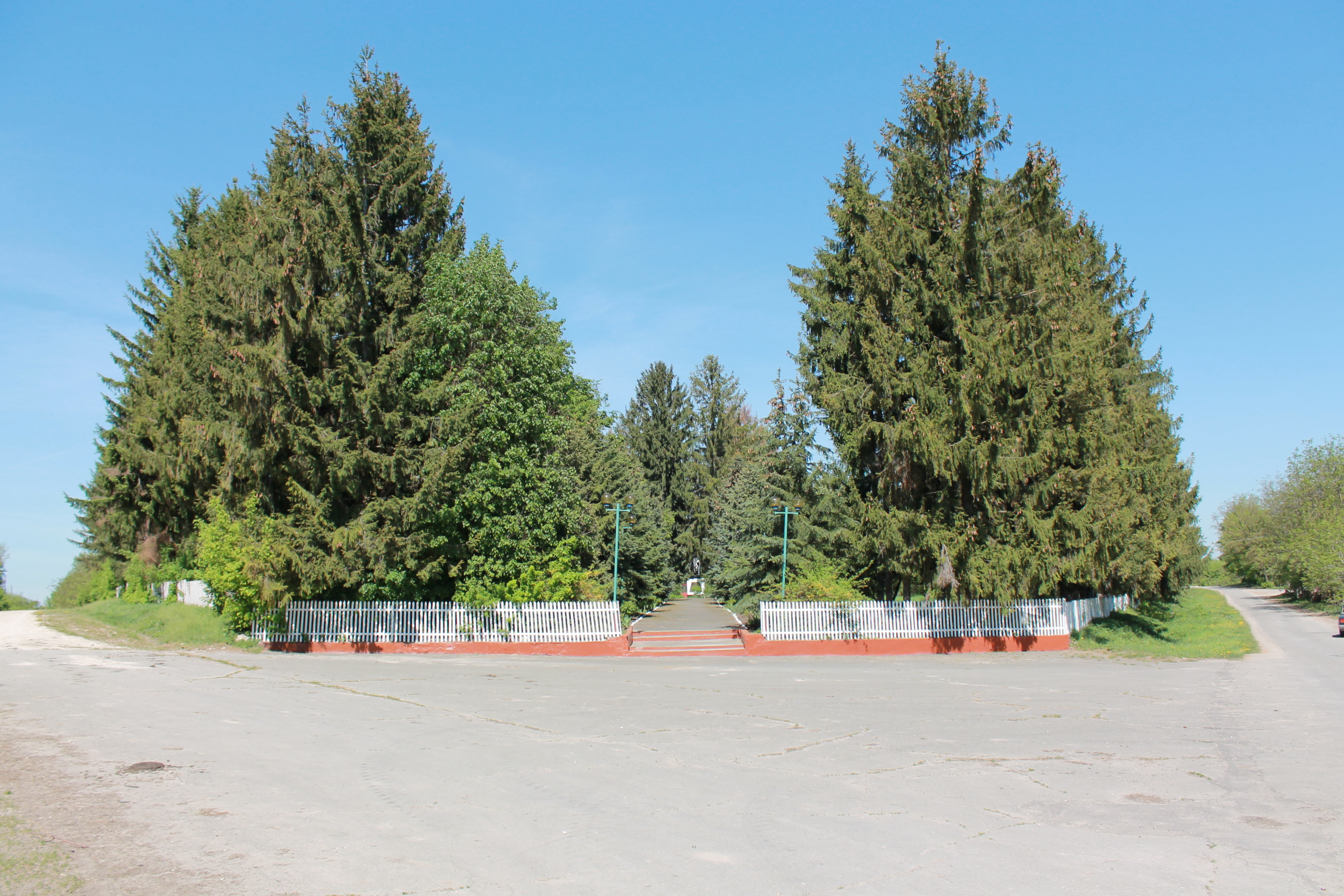
Братська могила радянських воїнів,

На території Підлісноолексинецької сільської ради в різні часи люди знаходили різні старовинні предмети. Знайдено сліди первісної людини Буго-Дністровської культури – доби неоліту (VI—IV тис. до н. е.), насамперед це: кам'яні сокири, ручні рубила, молотки, скребачки, ножі, наконечники стріл . Саме в цей час люди перейшли від мисливства, рибальства та збиральництва до відтворюючих форм господарської діяльності – землеробства та скотарства. Також тут знайдено уламки посуду VI—VIII ст. н. е. .
Наш край з кінця ІХ ст. входив до складу Київської Русі. Починаючи з середини ХІІ ст. – до Галицького князівства, а з 1199 р. – до Галицько-Волинського князівства. У ХІІ – ХІІІ ст. на території сучасної Хмельницької області утворилося два автономних об'єднання – на півдні Пониззя та на півночі Болохівщина. Проте до якого з утворень входили наші землі невідомо, адже наше село знаходилось приблизно на їх пограниччі, а за археологічними даними історикам поки що не вдалось реконструювати приблизні кордони цих автономних утворень.
Подільська земля в давні часи була дуже багатою на рослинність. На думку середньовічних авторів тут «може прорости все, що тільки існує в природі». Давнє Поділля особливо славилось своїми лісами, які займали всю його північну половину (включаючи нашу місцевість). За давніми народними переказами відомо, що на Поділлі найбільш багатолюдні поселення найчастіше засновувались в лісах, для чого розчищалось місце. З вирубаних багатовічних дерев споруджували фортеці, замки і інші житлові споруди. Залишки таких поселень збереглись під іменем «городищ», «замчищ», «замчиськ», які зустрічаються найчастіше в лісах .

### Городище
Про ті часи у нашому селі лише нагадують рештки оборонних укріплень городища ХІ – ХІІІ ст., яке розташоване на південно-східній околиці села. Городище має форму у вигляді еліпса, обведене валом та ровом, західна частина в наш час зруйнована кар'єром . Це місце має топонім «Замчисько». Колись тут з усіх боків були болота. Існують припущення про існування сторожового пункту, біля якого виникло поселення. Городоччина відігравала важливу роль в історії Київської Русі та Галицько-Волинського князівства. Городища, які знаходились на її території служили військовим цілям, але одночасно могли бути і адміністративними центрами, де постійно чи тимчасово перебували князівські намісники, збираючи данини тощо .
В 1241 р. монголо-татарська орда Батия вторглася на Поділля, спалюючи на своєму шляху міста і села. Можна зробити припущення, що саме тоді було зруйноване городище.

## Нова історія

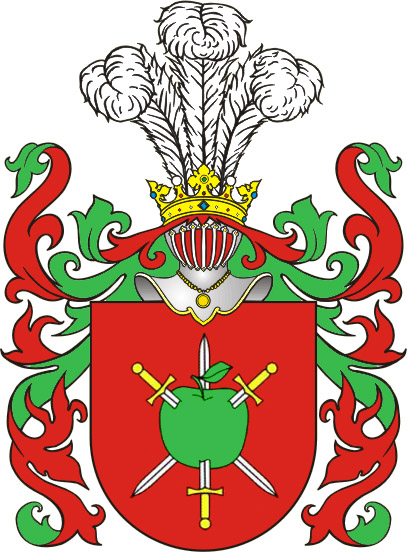
Родовий герб Гербуртів

### Литовсько-польський період історії села
Зрештою, у 1362 р. Поділля потрапляє під владу феодальної Литви. Згодом Поділля було розділене на дві частини: польську та литовську. З 1434 р. польська частина була перетворена у Подільське воєводство, яке складалось з трьох повітів: Кам'янецького, Летичівського та Червоноградського. Підлісний Олексинець за цим поділом належав до Летичівського повіту. Потім село за адміністративно-територіальним поділом відносилось до Кам'янецького повіту. Такий поділ Поділля залишався майже незмінним протягом трьох з половиною століть, тобто весь час польського панування. Про польський період в історії села є дуже мало відомостей.
У 1787 році тут відбулися селянські заворушення. Селяни напали на свого орендаря і подали скаргу до подільського воєводи Яна Замойського.

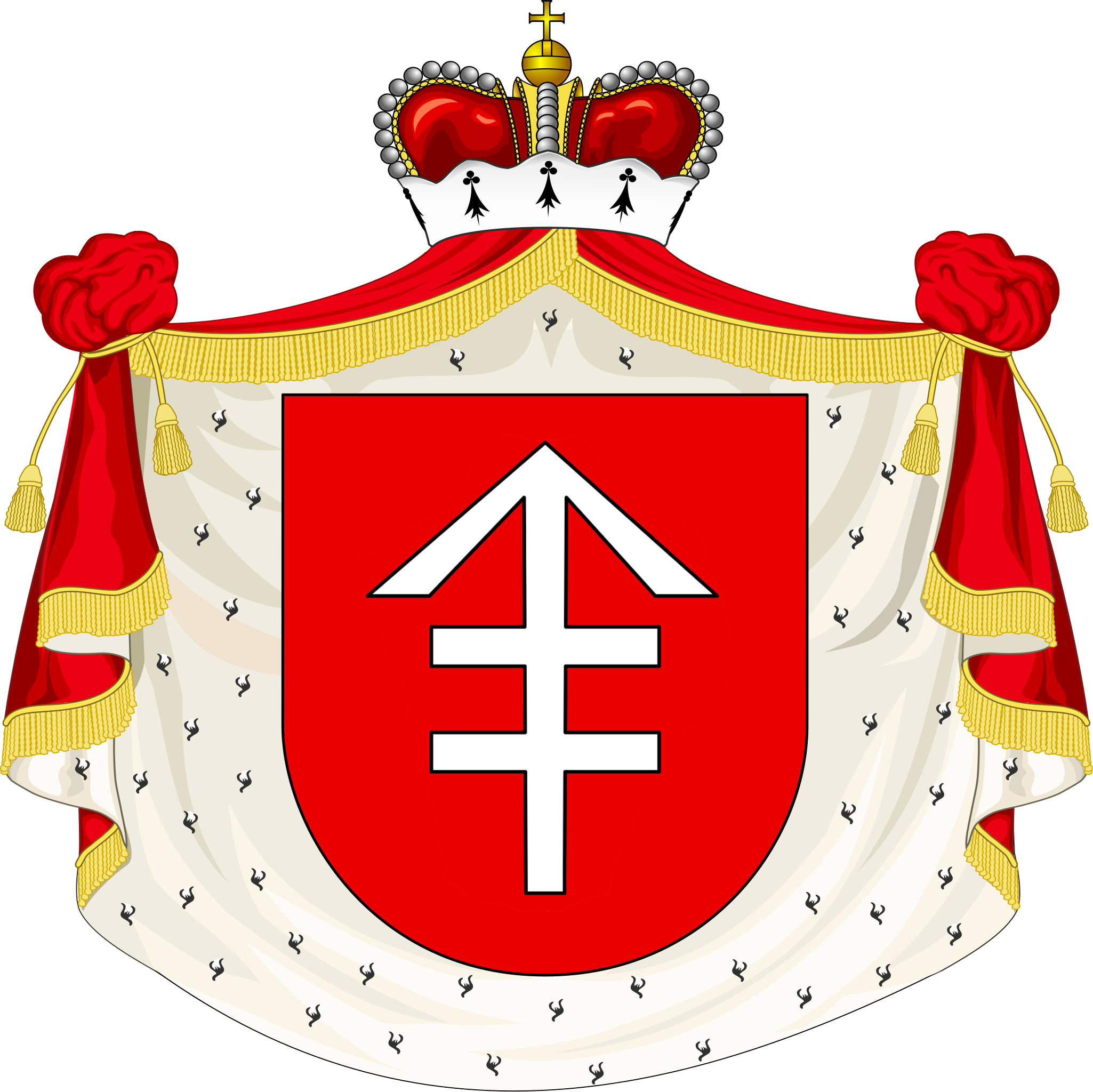
Родовий герб Сапег

Родовий герб Мнішків

### В часи Російської імперії

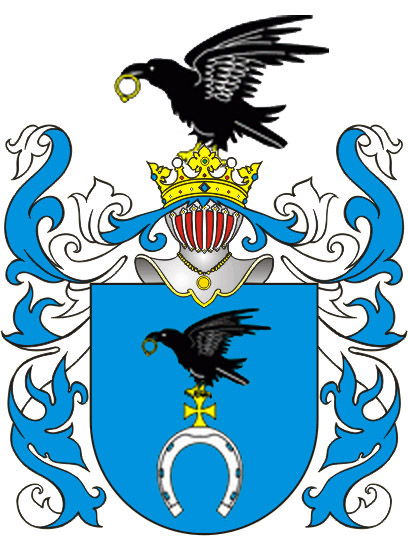
Родовий герб Скібнєвських

У 1822 р. власником Підлісного Олексинця став Віктор Скібнєвський. У 1848 р. в селі відбувся ще один бунт — селяни відмовились виконувати панщину. В цьому ж році, а також у 1872 р. жителі села страждали від холери, яка забрала значну кількість життів.

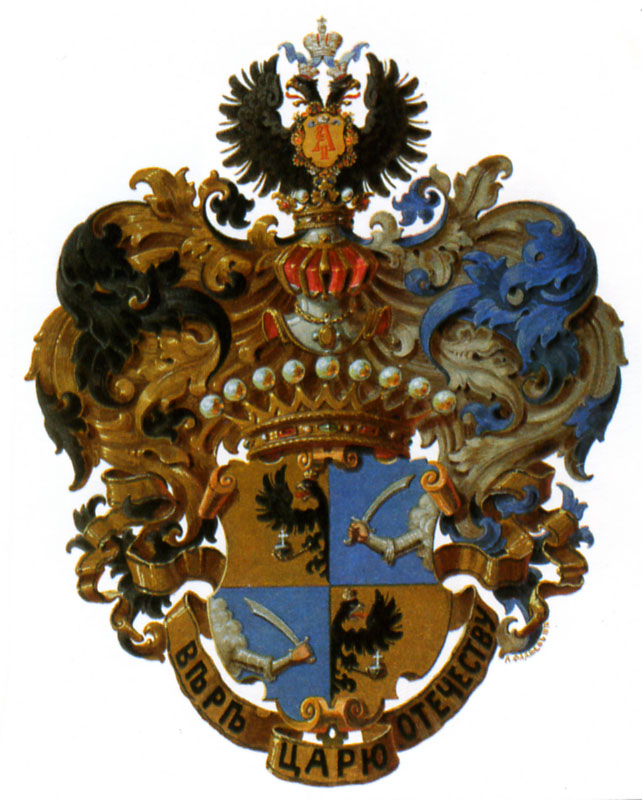
Родовий герб Ігнатьєвих

Потім село належало графині Єкатерині Леонідівній Ігнатьєвій (1842—1917), правнуці Михайла Кутузова, матері двох київських генерал-губернаторів. Потім вона продала село харківському нотаріусу Миколі Тимчинському.
Тобто доля села була такою ж як і у сотень інших сіл Поділля, які приваблювали спочатку польську і литовську шляхту, а потім російських дворян, своїми мальовничими краєвидами, багатою природою, родючою землею.
7 (20) листопада 1917 року, відповідно до Третього Універсалу Української Центральної Ради, увійшло до складу Української Народної Республіки.

## Новітня історія

### Радянський Союз
Восени 1920 р. в селі було встановлено радянську владу.
28 жовтня 1921 р. під час Листопадового рейду через Підлісний Олексинець проходила Подільська група (командувач Михайло Палій-Сидорянський) Армії Української Народної Республіки.
У 1929 р. було утворено перший колгосп — «Визволення». На початку створення у нього вступило 35 селянських господарств. В 1930 р. колгосп «Визволення» був перетворений в сільськогосподарську артіль за якою було закріплено 2094 га землі.
У 1923 р. для «розкуркулення» селян був створений «Комітет незаможних селян».
8 липня 1941 р. Підлісний Олексинець був окупуваний німцями. Спочатку в село прибули мотоциклісти, а згодом піхота. Тут було створено місцеву владу з людей, що ненавиділи Радянську владу за її репресії, примусову колективізацію, розкуркулення та влаштування Голодомору.
Завдяки успішному проведенню Чернігівсько-Проскурівської наступальної операції, наше село було звільнено 23 березня 1944 року.
В 1951 р. відбулось об'єднання колгоспу «Росія» і колгоспу «ім. Суворова» с. Слобідка Олексинецька.
В 1965 р. закладено парк на честь воїнів-визволителів села. Радіофікацію села завершили у 1964 р.

### Незалежна Україна
12 червня 2020 року, відповідно до розпорядження Кабінету Міністрів України № 727-р «Про визначення адміністративних центрів та затвердження територій територіальних громад Хмельницької області», увійшло до складу Городоцької міської громади.
19 липня 2020 року, в результаті адміністративно-територіальної реформи та ліквідації Городоцького району, увійшло до складу новоутвореного Хмельницького району.

## Установи села

### Школа
У 1870 р. було надано дозвіл відкрити в селі 2-класне народне училище, і у 1872 році в школі почали навчатися перші учні. Тоді в ній вчилося 22 учні: 18 хлопчиків та 4 дівчинки. Проте, відкриття школи не викорінило проблеми малограмотності. 80 % населення залишалися неписьменними. У 1917 р. навчання проводилося в одному шкільному будинку і в одній класній кімнаті. Саме тоді у школі навчалось 56 учнів. Згодом кількість шкільних приміщень збільшилась. В 1926 р. за школою був закріплений будинок священика.
До 1 вересня 1931 р. школа в Підлісному з 4-річної перетворилась на 7-річну.
В 1933 р. був пристосований під школу будинок колишнього «кредитного товариства», в якому була відкрита «хата колгоспних ребят». Під час 1935-36 навчального року був відбудований і пристосований під школу будинок хати-читальні.
У 1937 р в число репресованих радянською владою потрапив сільський вчитель Микола Францович Дозорцев. При арешті йому висунули звинувачення у контрреволюційній діяльності.
В 1972 р. побудовано нинішнє приміщення школи [Архівовано 31 грудня 2017 у Wayback Machine.].

### Церква
У 1792 р. було збудовано Храм святої великомучениці Параскеви. Ця церква була дерев'яна, з кам'яною дзвіницею. Мала давній 4-ярусний іконостас. Давня ікона Спасителя – перенесена, за переказом, на початку XIX ст. з с. Шаравки. В 1846 р. в церкві зроблено капітальний ремонт.
Однак то не була перша церква.
Ю.Сіцінський на рахунок цього написав: «Старожили говорять, що раніше була церква там де тепер клуня священика, а північніше від неї було кладовище». Далі читаємо: «Була в селі і інша церква. Вона знаходилась на горбі, де тепер садиба церковна. Тут було кладовище, про що свідчать хрести, які там знаходяться» . Очевидно, що церква в Підлісному існувала ще в 1744 р. Про це можна судити з того, що в … архіві існує фонд № 224 зі справою № 927 «Метрична книга церкви Святої Параскеви П'ятниці с. Олексинець Підлісний Проскурівського повіту 1744—1779 рр.» (56 арк.).

### Сільська рада
Сільська рада була утворена в 1922 році. Навесні 1923 р. була проведена адміністративно-територіальна реформа згідно з якою був уведений районний поділ. Так, в травні 1923 р. село входило до Городоцького району, Проскурівського округу, Подільської губернії. Тоді існувала Олексинецькопідлісна сільська рада, до якої входили: Олексинець Підлісний та Слобода Олексинецька. В цей час у Підлісному проживало 2030 жителів у 503 дворах, в Слобідці 446 у 109 дворах.
Головами сільської ради були:
- Довгий О. В.
- Теклюк Пилип Петрович
- Голотов Анатолій Петрович
- Мединський Іван Францович
- Олійник Анатолій Микитович
- Хома Аркадій Олександрович
- Глуховський Леонід Францович
- Щур Анатолій Васильович — 22 лютого 2000 — 28 жовтня 2010 р.
- Ушпалевич Валентина Миколаївна — 30 жовтня 2010 р. — 2014 р.
- Трофімова Ірина Олександрівна — 25 травня 2014 р. — до сьогодні.